# 윈허구

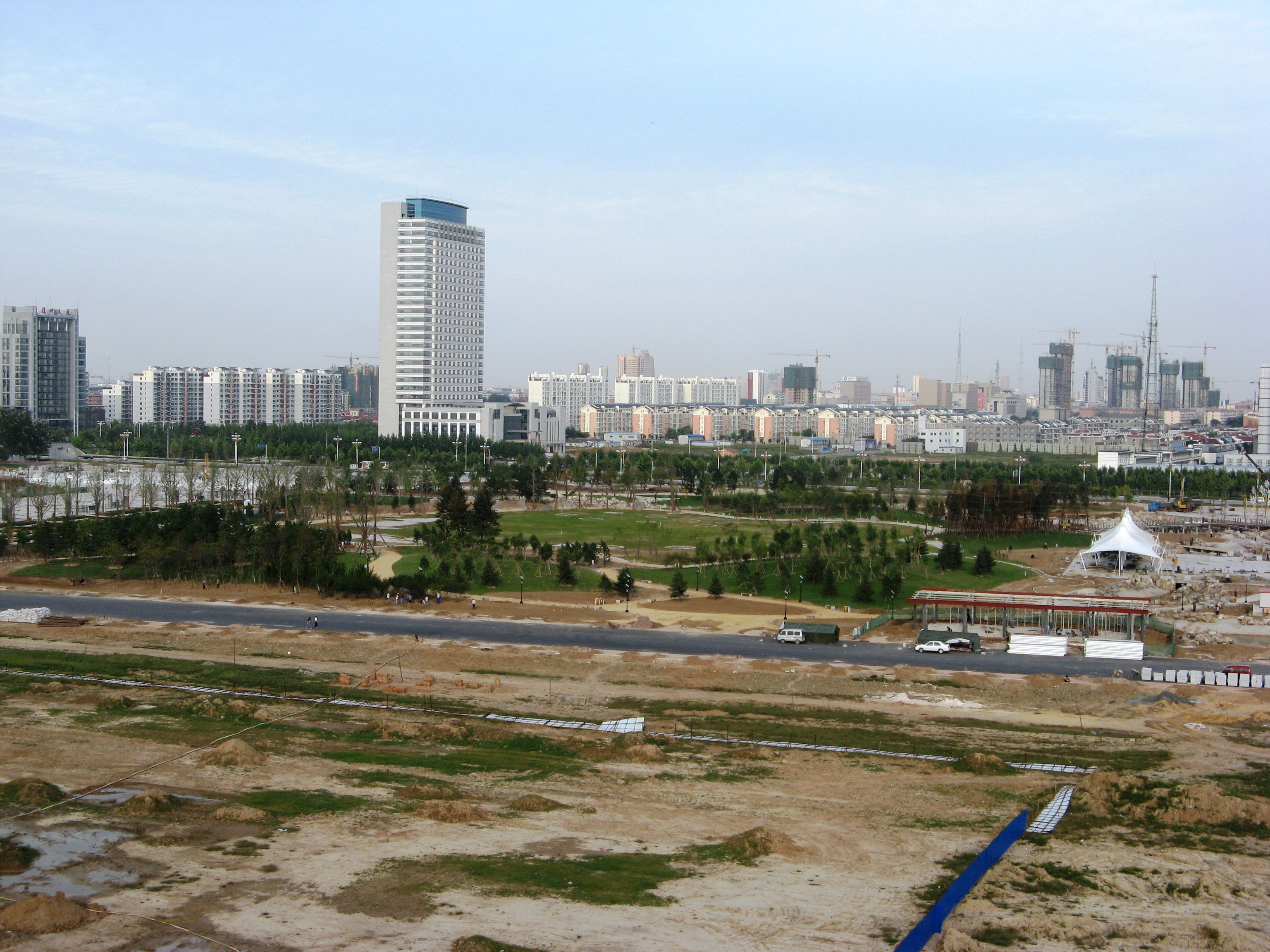

윈허구(한국어: 운하구, 중국어: 运河区, 병음: Yùnhé Qū)는 중화인민공화국 허베이성 창저우 시의 행정 구역이다. 넓이는 138km2이고, 인구는 2007년 기준으로 280,000명이다.

## 행정 구역
6개 가도, 1개 진, 1개 향을 관할한다.
- 가도: 南环中路街道, 西环街街道, 公园街道, 市场街街道, 水月寺街街道, 南湖街街道, .
- 진: 小王庄镇.
- 향: 南陈屯乡.